# 島田紳助がオールスターの皆様に芸能界の厳しさ教えますスペシャル!
島田紳助がオールスターの皆様に芸能界の厳しさ教えますスペシャル!（しまだしんすけがオールスターのみなさまにげいのうかいのきびしさおしえますスペシャル）は、読売テレビの制作で日本テレビ系列で1995年から2008年まで春と秋の年2回放送されていたバラエティ特番である。視聴者アンケート対決（好きな芸能人、嫌いな芸能人など）などがある。

## 概要
1995年3月に『EXテレビ』の人気企画「クイズここまで出てるのに」をゴールデンタイムに進出した特別番組「超ド忘れイライラクイズ」として島田紳助（以下、紳助と表記）と、当時読売テレビの月曜夜10時枠の番組の司会を勤めた関口宏が担当した。以後、関口から細川直美に変わり、1996年まで春・秋の年2回放送された。1997年3月に、「クイズここまで出てるのに」以外のEXテレビ発コーナーを持ち込んだ現番組の原型「春の超クイズ宣言!」（「クイズここまで出てるのに」はなかった）となり、1998年と1999年は春改編は「超ド忘れイライラクイズ」、秋改編は「オールスターの皆様に芸能界の厳しさ教えます!SP」として放送され、2000年から再び年2回の放送になった。
2004年秋 - 2005年秋では完全に「芸能界・恋のキューピッドあなたの思い届けまショー」のみの内容となったが、上記企画が2006年4月より『芸恋リアル』としてレギュラー番組化されるのに伴い、2006年春の特番からは再び「オールスターの皆様に芸能界の厳しさ教えます!SP」として放送されている。なお、提供バックで使用されている音楽はKinKi Kidsの「HONEY RIDER」（5thアルバム『E album』に収録）のイントロ部分である。
本番組は、基本的に読売テレビ制作枠があった月曜日に放送されることが多かった。
2008年3月の第27回放送を最後に事実上放送を終了し、14年の歴史に幕を降ろした。司会の島田紳助は後の2011年8月に芸能界を引退した。

## ルール
- 最初に「中継クイズ・私はだあ〜れ?」を行い、名前を当ててもらったパネラーは有名芸能人として解答席に着くことができるが、当ててもらえなかったパネラーは「無名芸能人」として、無名地獄と称された、さらし首・中腰体勢で着かないといけない席へ移動する（以前は檻の中に入れられるルールだった）。解答席は4〜5席用意されており、6人以上が有名芸能人となった場合は、2人以上でチームを組む形で1席とする。
  - 第27回では名前が出なかった人は無名牢獄という前述のような牢獄へ入れられた。無名地獄のようにさらし首などではないが、あわせて100%においてドボンになってしまった場合、罰として炭酸ガスが噴射された。
- クイズの得点は、有名芸能人はそのまま得点が加減（チームは各自にそれぞれ加減）されるが、無名地獄は、加点される場合は無名芸能人全員で頭割りして加算され、減点される場合は有名芸能人同様そのまま減点されるため、いくぶん不公平・不利になっている。不公平な扱いを受ける理由は、紳助曰く「無名だから」。
- 一時期、無名地獄に入ったパネラーは、セット裏で自分の名前を宣伝するパズルを組み立てる罰ゲームもあった。しっかり読める状態になれば中継クイズを免除される。
- 1コーナーが終わったら、無名芸能人を対象に再度中継クイズを行って、有名芸能人に昇格できるパネラーを決める。途中のクイズからは、中継クイズを行うことなく全員が通常の解答席で参加する。第26回で、無名芸能人は減点された上で参加するということになった（初期は、あくまで中継クイズで名前を呼ばれないと参加できないというルールの上で、最後の回は、数百人の観客の誰が答えてもいいなど必ず全員答えてもらえるようになっていた）。
- 最後に全員、獲得した点数×500円が賞金・罰金として獲得・没収される。

## 主なコーナー

### 中継クイズ・私はだあ〜れ?
- 大型テレビを設置したトラックを住宅地などへ走らせ、スタジオと中継。中継現場にいる一般人の中から一人選んで、1人（芸人などは1組で登場する場合もある）ずつテレビのモニターに映し出される出演パネラーの名前を、その一般人に当ててもらう。オープニングに行われる1回目では制限時間は10秒、コーナーが終わるごとに実施される脱出チャンス（2回目以降）は制限時間12秒。時間内に当ててもらえなかったパネラーは「無名芸能人」のレッテルを張られ、上述のように無名地獄に入れられる。
- クイズ中、スタジオでは１人ずつ順番にステージに立ち（回によってはステージが用意されず、無名地獄の穴のまま挑戦させられる場合もある）、カメラに向かって解答者に自分をアピールすることができる。この際、俳優やタレントであれば有名な番組を言う、芸人であれば持ちギャグをするなど、名前そのものをはっきり言わないヒントを出すことは許されている。
- 番組中に数回行われ、一回目はあまりテレビを見ない環境の下へ向かい解答者を年配者に選ぶ事が多い（例・修行僧のいる山奥の寺、横田基地、JR東日本山田線の秘境駅など）。そのため一回目はかなり有名な出演者でも名前を当ててもらえない事が多く、全出演者の半分以上が無名地獄に入れられる事が多い。二回目以降は比較的庶民的な場所に移動して若い解答者が選ばれる事が多いため無名地獄からの復活のチャンスが高まる。場合によってはコーナーの結果状況で3回目以降を実施しないこともある。
- 1998年秋では寺門ジモンが中継クイズに3回挑戦したものの、2回目は寺門だけ答えて貰えず、3回目も沢山の庶民が参加していたにもかかわらず制限時間に答えられなかった。そのため-100ポイントで後のクイズに参加出来る様な措置が取られ、エンディングのテロップには覚えて貰える様「寺門ジモン」の文字が大きく登場した。
- 2004年春の2回目の中継クイズで秋葉原でおたくの集まる野川さくらのライブ会場に乗り込んだことがあり、スタジオの芸能人もみな驚愕の色を隠しきれなかった。解答者として選ばれた常連客は全国ネット放送に唖然としていた。
- 1999年秋と2002年春の2回目の中継クイズで1回目で抜けなかった解答者全員が正解する珍事が起きた。
- 同じく紳助司会のTBS、2007年秋放送分『オールスター感謝祭』で、このクイズのパロディともいうべきものが行われた。これは一般人ではなく選抜された大物芸能人数名（武田鉄矢・西田敏行等）が、他の出演解答者の名前を当てる、というもの。番組中のトークからして、紳助の持ち込み企画なのではないかと思われる。ここでも、答えてもらえなかった人は「無名芸能人」のレッテルを付けられ無名牢屋に入れられ、名前を売るため番組名物の赤坂5丁目ミニマラソンへ強制参加となった。また、2008年春の感謝祭でも同様の企画が実施され、「有名人ではない」と言うことでミニマラソンに給水係・警備ボランティアとして強制参加となった（後者は混乱を来すため中止）。
- 「ロンドンハーツ」（テレビ朝日）においても、回答内容は、少し異なるものの、「出て来いオレの名前」という類似企画も出てきている。

### クイズあわせて100%
- 紳助が司会の深夜番組『BLT』から引き継がれた企画。
- 番組が知名度を調査した有名人のリスト[注釈 3]からシャッフルマシーン(スロット)で1人を抽選した後、各自リストの中からもう1人の有名人を選択する。
- 2人の知名度の合計が80～100％の合格範囲内に入れば1％につき1点、100％ピッタリの場合ボーナスとして100点上乗せされて200点を獲得。範囲外の場合は『ドボン』となり1％につき1点減点。
- 後年は今回の解答者の知名度ランキングも紹介していた。

### 抱かれてみたいのはどっち?
- 出演パネラーの一人が、そのパネラーと何らかの共通点を持つライバル五人の中から、20人の一般人が自分の方に抱かれたい・抱きたい（他のテーマの場合もあり）と投票してくれそうな相手を予想して選ぶ。
- ライバルそれぞれに倍率と必要最低票が設定されており、必要最低票の数以上投票されていれば、投票数×倍率の得点を獲得。必要最低票未満であれば-200点。
  - ライバルは、見た目が良く勝つのが難しい芸能人ほど倍率は高く、必要最低票は少なく設定されている（5人とも同レベルだと思われる場合は、30倍・10票必要で統一されている）
  - 2003年春以降は挑戦者と他の人全員で合議し対戦相手を決定。必要最低票を超せば全員に賞金が加算。超せなかった場合は全員が賞金没収というルールで行われた。それに伴い必要最低票も変わった。
- かつては「芸恋リアル」内にて「芸恋アンケート対決」として放送されていた。
- 対戦するチャレンジャーのほとんどは見た目の良い芸能人と対決することが多く、必要最低票が一番少ないこともあり、かなりの確率で必要最低票をクリアして勝利する。その反面、必要最低票が多い芸能人との対戦をするチャレンジャーはほとんど無く、しかも必要最低票に届かないこともある。
- KABA.ちゃん出演時には、男性20人に「抱かれてしまうならどっち?」と出題された。
- 選択肢は強敵（ノルマ：1人→2人→3人→5人、オッズ100倍）、格上（ノルマ：4人→5人→6人→7人、オッズ50倍）、対等・スクラッチ（ノルマ10人、オッズ30倍）、格下（ノルマ15人、オッズ20倍）、雑魚（ノルマ18人、オッズ10倍）。
- 当番組放送終了後も、『ホンネの殿堂!!紳助にはわかるまいっ』（フジテレビ）や『もてもてナインティナイン』（TBS）において、このクイズを基にした類似企画があった。

### 有名人のまちがい探し
- 有名人の顔写真のCGで加工して作られた間違いを、フリップの空欄を埋めて当てる（例：「目」が本人よりも「上にある」）。
- 解答のチャンスは3回まで。1回目で正解なら200点獲得、2回目以降で正解なら100点獲得。不正解の場合、マイナス100点となる。

### クイズ1人しか言いませんでした（クイズ100人に聞いたら1人しか答えませんでした）
- 『EX Osaka』の中で誕生した企画。TBSの『クイズ100人に聞きました』にヒントを得た企画で、『スーパークイズスペシャル』や当番組で引き継がれたもの。EXテレビ#火曜の実験企画も参照。
- 「○○（有名人の姓名、名字、漢字など）で連想される有名人は?」という質問を100人に聞き、一人しか答えなかった少数派回答を当てる（前者の『100人に聞きました』との相違点）。
- 1人しか答えていなかった場合は正解、200点獲得。2人以上答えていた場合は得票数×10点が、1人も答えていなかった場合（0票）は100点が、それぞれ減点される。
  - 2015年6月25日にタカアンドトシ司会によるリメイク版「クイズ!オンリーワン」が放送された。公式サイト

### クイズここまで出てるのに
- 当初はこのコーナーのみで番組にしていた。VTRに映された、ついこの間まで話題になっていた人や物を当てるクイズ。
- 分かった人から、ヒソヒソマシーン（筒）で紳助に耳打ち。正解なら抜けることができるが、不正解なら元の位置に戻って考え直す。制限時間以内に正解できないとアウト。
- 約10人が解答者となり、抜けた人と同じ人数を残りの人から補充する。
  - 但し、流れてきた曲のタイトルを当てる「全員でイライラ 曲名早思い出しクイズ」は全員参加
- 紳助に耳打ちする時には音声が加工されるのだが、答えが正解の場合は「笑顔」マークが現れて縦に動き、極端に惜しい場合や聞き取りにくい場合は「困惑顔」マークが現れて横に揺れる。
- しばしば、紳助は、解答のヒントをジェスチャーで表現したこともあった。
- 「芸能界の厳しさ教えます! SP」になってからしばらくは行われなかったが、2000年秋に復活、2001年春も実施された。2003年春は、中継クイズを免除されるシード決めのためのクイズとして登場した。
- 2007年春SPでは、亜流企画の「知ってて当然! イライラクイズ」が登場。前半は、当時首相であった安倍晋三から遡って、平成時代に在任した日本の首相名を漢字・フルネームで答えるクイズ。後半は、特定の年代に絞って、その年に起きた時事・世相から出題されるクイズに答える。
- 2007年に、NHKの番組たまごの企画として、これとほぼ同じ内容の番組「カレンダークイズ あぁー思い出せない」が制作された。

### 芸能界・恋のキューピッドあなたの思い届けまショー
- 出演パネラーが真剣に付き合いたい芸能人にラブレターを書き、スタッフがそれを届けて可否を聞く。
- 告白相手は2人ないし3人まで指定可能で、失敗したら次の相手へ進む。成功した場合、相手から個人的な連絡先が渡され、本番中に連絡を取る場合もある。
- この企画のみ独立し、2006年4月より『芸恋リアル』として、毎週月曜21時台でのレギュラー放送となった。

### クイズスターボウリング（これはもはやボウリングではない!）
- 2001年秋SP・2002年春SP・秋のみ実施
- 全体を2チームに分けて行う団体戦
- ある共通点を持つ10人にアンケートを取り、それをピンにみたてて「○○といえば?」という問題で彼らが答えそうな言葉を言いながらボールを転がす。
- モニターにピンの映像が出ており、同じ回答をした人がいれば、その人のピンが倒れる。
- 1フレームは、2人1組で1人1投ずつ担当。1投目で全ピン倒れたら（10人とも同じ回答なら）ストライク、2投目で全ピン倒れたら（残りピン全員と同じ回答なら）スペア。しかし、実際には答えがばらつきやすく、ストライクやスペアが出るのはまれである。
- 大物女優10人と元ボクシング世界チャンピオン10名で行われたが、大方の予想通り常人離れした解答で、パネラーを戸惑わせた。
  - 例題の「春に咲く花といえば?」の問いに藤谷美和子は「わ♥た♥し」と答え、本問ではガッツ石松自身から「俺、何て答えたっけ?」との珍発言が飛び出した。
- 2002年秋放送では、日本の100歳以上の一般男女各5人に出題した（理想のタイプの問題は男女各10人）。

### ΦンΦンゲーム
- 1997年秋SPと2006年春SPで行われたクイズで、「フンフンゲーム」と読む。
- 出題者が口を開けずに言った有名人の名前を当てる。

### クイズ私だけじゃイヤ〜ン!
- 2006年春SPのみ実施
- 指定した条件に当てはまる有名人の名前を答え、他の人と合った人は得点
- 解答席は5席（1人1席）しかなく、誰とも合わなかった人は、後ろで控えるパネラーと交代。
- また、和田アキ子（VTR出演）と答え（番組中では"アッコドン"と言っていた）が合ってしまった人は、他の人と答えが合っていようがいまいが交代、さらに減点される。

### カブッちゃイヤ〜ン!
- 2006年秋SPでスタート。
- 解答者を5チームに分けて行う団体戦。
- 離婚したカップル、二世芸能人など指定した条件に当てはまる有名人の名前を1チーム1個ずつ順番に書いていく。勿論、その答えを口にしない。
- 指定した条件に当てはまらない有名人や既に出た有名人（アウトのチーム含む）の名前を書いたチームは上から網で捕らえられて、アウト（負け抜け）。最後まで残った1チームが勝利となり、得点獲得。
  - かつて読売テレビで放送された『RRR』の1コーナー「ダークサイドエンペラー」のリメイク版。

### クイズ! 共演してるはずなのに〜!
- 2006年秋SPでスタート。
- 各問題、まずはこれから出題される有名人とかつて共演したことのある人だけ前に呼ばれてクイズに参加する。呼ばれなかった人は答えなくてもよい。
- 出題された写真の有名人の名前を、フルネームで答える。
- 分かった人から、ヒソヒソマシーン（筒）で紳助に耳打ち（解答権は1人1回）。
- 正解ならOKエリアへ入り、不正解・時間内に答えられなかった場合はNGエリアへ入って、正解が発表された後、NGエリアへ入れられた人々はカメラに向かって、答えの人物に謝罪の言葉を述べなければならない。
- 大滝秀治の名前は? と出題され、高橋英樹や萩原流行らベテラン俳優たちですら正確な名前を答えられなかった。正解は「おおたきひでじ」。なお、国生さゆりは「やずやのおじさん」と、CMでのキャラをイメージしたかのような珍解答をして、紳助に「あのな〜」と、突っ込まれている。
- 最終問題は、今、同じ解答者として共演している「勝俣州和」が出題され、当然解答者は出題されている勝俣以外全員となった。前の「中継クイズ」で最後の1人が答えた数分後の出題で、なおかつ問題を知っている紳助が勝俣のフルネームに何度も触れていたが、約半数がNGエリアへ入ってしまい、勝俣本人に面と向かって謝罪させられる羽目になった。ほとんどが「勝俣」とわかっていながらも下の名前が出なかったことと、ボビー・オロゴンが「勝村岡田…」、加藤紀子が「勝村くにひろ」といった誤答があり、勝俣は相当怒っていた。

### どこまで知ってる? 相方への愛情度チェック!
- 2007年秋SPで実施
- 『芸恋リアル』の1コーナー「芸能人の愛妻度チェック」を番組用にアレンジ。
- 2組の対戦形式。残り8組は、どちらが勝利するかを予想する。
- コンビの片方に、どれだけ相方のことを知っているか質問。
- 全5問。より多く正解したコンビは100ポイント、予想を的中させたコンビも50ポイント獲得。

### 老若男女に聞きました! 芸能界で最後まで生き残りそうなコンビは?
- 2007年秋SPで実施
- 老若男女問わず一般人に、出演コンビ10組の中でどのコンビが最後まで芸能界で生き残りそうかを質問。
- 10票獲得した先着3組が、200ポイント獲得。

### クイズ3・4・5位は誰だ?
- 2008年春SPで実施
- あるイメージに当てはまる芸能人を一般人にアンケートし、その結果の1位、2位と6位～10位を発表。
- それを参考に残りの3、4、5位になった人を当てる。

## 放送日
第1回：関口・紳助の超ド忘れイライラスペシャル!1億3000万人のクイズたった今忘れました!!
1995年3月20日放送。
第2回：秋のオールスター爆笑超ド忘れイライラスペシャル!大興奮クイズここまで出てるのに!!
1995年10月9日放送。この回と第3回は賞金・罰金制。解答者に100万円（5万円のブロック×20個）用意され、ブザーが鳴るまでに正解しないと5万円(もしくは10万円)分のブロックが減らされ、クイズ終了後に持っていたブロックの数×5万円が賞金となる。但し、5万円のブロックがなくなりマイナスになってしまうと自分の解答席の台の下に罰金額が表示され、クイズ終了時に表示された金額分が払わらされる。
第3回：春の豪華オールスター超ド忘れイライラスペシャル!大爆笑クイズここまででてるのにー!
1996年4月1日放送。
第4回：秋の超ド忘れイライラスペシャル大感謝祭!!
1996年9月30日放送。再び得点制に戻り、1問正解するとスタッフが出すマシンからボール1個が出てきて、その後に自分の得点板の下のポケットに入れて加算する方式。
第5回：春の超クイズ宣言!!
1997年3月31日放送。
第6回：秋の超クイズ宣言!
1997年10月8日放送。水曜日での放送。VTR出演では放送の2日前に逝去した内海好江が出演しており、出演VTRの冒頭でお悔やみのテロップを表示した。
第7回：春の超ド忘れイライラスペシャル豪華版!
1998年3月30日放送。この回と第9回は解答者に持ち点・200ポイントが与えられ、ブザーが鳴るまでに正解できないと10ポイント(もしくは20ポイント)引かされ、クイズ終了時に上位3人に賞金が贈られるが、逆にマイナスになると10ポイント毎に1万円×マイナスポイント分の罰金を払わらされる。
第8回：スーパーバラエティー・秋の爆笑オールスター・芸能界の厳しさ教えまスペシャル!
1998年9月21日放送。無名芸能人は檻セットに入れられ、晒し者に。1問目「クイズあわせて100%」、2問目「1人しか言いませんでした」、「有名人の間違い探し」がラストクイズで、個人戦の早抜け形式だった。
第9回：春の超ド忘れイライラスペシャル豪華版!
1999年3月29日放送。
第10回：スーパーバラエティー・1999秋のオールスター・芸能界の厳しさ教えまスペシャル!
1999年9月23日（21:30 - 23:18）に放送。無名芸能人が、自分の名前を組み立てる作業をすれば中継クイズを免除されるルールは4回目にも引き継がれた。また、「抱かれてみたいのはどっち!?」がこの回から登場した。前回までは、全て月曜日の放送だったが、この回と第12回、第27回は、木曜日に放送された。
この回から出演者が19人になる。
第11回：スーパーバラエティーオールスター・芸能界の厳しさ教えまスペシャル!
2000年3月13日放送。
第12回：オールスターの皆様に芸能界の厳しさ教えまスペシャル!2000秋
2000年9月21日（21:00 - 22:48）に放送。無名地獄ルールで現在の形が確立。また、イライラクイズ・ここまで出てるのにが久しぶりに登場した。
第13回：オールスターの皆様に芸能界の厳しさ教えまスペシャル!2001春
2001年3月12日放送。この回から出演者が20人になる。この回から中継クイズが2回迄となった。
第14回：オールスターの皆様に芸能界の厳しさ教えまスペシャル!2001秋
2001年9月17日放送。中継クイズ後の第1コーナーが、「クイズあわせて100%」ではなく「抱かれてみたいのはどっち!?」。この回のみ、挑戦者以外も最低得票数以上になるか否かを予想するルールであった。また、「これはもはやボウリングではない!」が登場。
この回から各コーナーのタイトルロゴやテロップが全面リニューアル。「抱かれてみたいのはどっち!?」のBGMも変更された。
第15回：オールスターの皆様に芸能界の厳しさ教えまスペシャル!2002春
2002年3月11日放送。
第16回：オールスターの皆様に芸能界の厳しさ教えまスペシャル!2002秋
2002年10月7日放送。
第17回：オールスターの皆様に芸能界の厳しさ教えまスペシャル!2003春
2003年3月17日放送。中継クイズの前に「クイズここまで出てるのに」が登場。正解者上位3名（石田純一・磯野貴理子・上島竜兵）は中継クイズを免除されるシードとなった。
第18回：オールスターの皆様に芸能界の厳しさ教えます！抱かれてみたいスペシャル!!
2003年9月15日放送。「抱かれてみたいのはどっち!?」に争点をあてたスピンオフ。「抱かれたい男ランキング」が初実施。
第19回：島田紳助がオールスターの皆様に芸能界の厳しさ教えますスペシャル!!2004春
2004年3月27日放送。この回は珍しく土曜日の放送だった。
第20回：オールスターの皆様に芸能界の厳しさ教えます！恋愛スペシャル!!
2004年9月27日放送。このスペシャルでの恋の告白が、続く2回のスペシャルでは中心となった。
第21回：島田紳助が芸能界の厳しさ教えます! 恋の告白スペシャル!!
2005年3月28日放送。国生さゆりがヒロシに、保坂尚輝が杉本彩に、石田純一が西川史子に告白して成功。また2年ぶりの大規模調査「抱かれたい男ランキング」で福山雅治が連続No.1に輝いた（福山本人がVTRで出演）。
第22回：島田紳助が芸能界の厳しさ教えます! 芸能人だって恋愛したいスペシャル!!
2005年9月25日放送。また、「抱かれてみたいのはどっち!?」では「メイドカフェに訪れた人に聞いた抱かれてみたいどっち!?」でほしのあきは光浦靖子を指名、光浦に20票とれば賞金獲得だったが、急遽逆に光浦が5票とれば賞金獲得となっていたが、初の20-0と圧勝となり、光浦は20人中誰も支持されず、紳助に「メイドカフェ」より「冥土カフェ」と言われた。
アジャコングがHGに告白した。
第23回：島田紳助が芸能界の厳しさ教えますスペシャル!! 2006春
2006年3月13日放送。2004年春以来の企画復活。「芸能界・恋のキューピッドあなたの思い届けまショー」、「抱かれてみたいのはどっち!?」が無くなった事に代わり、「クイズ私だけじゃイヤ〜ン!」が新クイズとして登場。また、「ΦンΦンゲーム」が復活。
第24回：島田紳助が芸能界の厳しさ教えますスペシャル!! 2006秋
2006年10月9日放送。「カブッちゃイヤ〜ン!」、「クイズ! 共演してるはずなのに〜!」が初登場。この回のみ中継クイズが3回行われた。
第25回：島田紳助が芸能界の厳しさ教えますスペシャル!! 2007春
2007年4月2日放送。「知ってて当然! イライラクイズ」が初登場。
第26回：島田紳助が芸能界の厳しさ教えます・人気お笑いコンビ大集合スペシャル!
2007年10月8日放送。芸人コンビ10組による変則方式。中継クイズはコンビ名を答えてもらうルールで、また今回だけのクイズ・企画も登場。
第27回：島田紳助が芸能界の厳しさ教えます!アブナイ有名人大集合SP
2008年3月27日（21:00 - 22:48）に放送。事実上の最終回。

## 出演者

### 司会
- 島田紳助
- 関口宏（初回のみ）

### アシスタント
- 細川直美（初代：95年秋、98年春 - 99年春）
- 純名里沙（2代目：97年春）
- 高橋由美子（3代目：97年秋）
- 島谷ひとみ（4代目：99年秋・00年春）
- 中元綾子（当時読売テレビアナウンサー）（5代目：00年秋・01年秋・02年秋）
- 酒井彩名（6代目：01年春・02年春）
- まきこ（7代目：03年春）
- 浜口順子（8代目：03年秋、04年秋 - 05年秋）
- 望月理恵（9代目：04年春）
- 福井未菜（10代目：06年春 - 07年春）
- 大島麻衣（11代目：07年秋・08年春）

### ナレーション
- 南かおり（99年秋 - 08年春）
- 藤田勇児（03年春 - 08年春）
- 松尾明子（97年秋・98年秋）
- 鈴木麻里子（「クイズあわせて100%」コーナー担当）
- 遠藤みやこ（同上）

## スタッフ
- ディレクター : 西川義嗣（1996年秋〜2004年春,2005年春～、1995年秋はAD）、出原照久（映像企画、2002年秋〜）、吉田聖、松本洋平（松本→2007年秋～）、藤田愛子（藤田→2000年秋はAD）、河内大
- 構成 : 詩村博史（1997年春〜1998年秋,1999年秋〜）／倉本美津留（1995年春〜）
- 美術 : 箕田英二（1997年秋,1998年春,2005年春,秋,2006年秋～、1997年春はデザイン）
- 美術進行 : 大江哲由（2006年秋～）
- ロケ美術 : 澁谷政史
- 技術 : 北條吉彦（2004年春～2005年春,2006年春～、2002年春,2003年秋はCAM、2005年秋はTD）
- TD : 森下直樹（1997年春,2005年春,2006年春,秋はCAM、2007年春は技術、2007年秋はTD・SW）
- SW : 坂口拓磨（1997年秋,1999年春,秋,2000年秋,2001年秋〜）
- AUD : 田口護
- VE : 菊池健（1998年春〜2000年春,2001年春,2002年春,2006年春～、2000年秋,2003年春は中継TD、2005年春はTD）
- 照明 : 窪田和弘（2002年秋〜2005年秋,2006年秋～、2006年春は中継LD）
- 中継TD : 平松雅之（1996年秋,1999年秋,2000年秋,2002年秋はCAM）
- 中継SW : 小池一暢（2007年春～）
- コンピューター : 谷知紀英（2000年秋〜、一時離脱）
- ED : 明石健二（1996年春,1997年春〜）
- MA : 中澤哲矢（1999年春〜2006年秋,2008年春）
- イラスト : 長谷恭三（1997年春～）
- SE : 船冨潤司（2000年春〜）、中谷誠（2007年春〜）
- CG : 岡田和之（2001年春〜）
- TK : 伊佐次千恵子（1995年春〜1997年春,1998年春〜1999年春,2000年春〜2001年秋,2002年秋,2003年秋,2004年秋,2005年春,2006年春,2008年春）
- アシスタントディレクター : 江口理紗（2004年春～）、小林恭子（2006年秋～）、桐本将光、三宅佑治
- 技術協力 : テイクシステムズ（2006年秋～）、NiTRo（2007年秋～）（旧NTV映像センター、日本テレビビデオ〈日本→1995年春〜〉）、共立（1996年秋〜）、マウス（2003年秋〜）、サウンドエフェクト（1995年春〜）、HIBINO（1995年秋〜）、ViViA、MABU（MABU→2005年春〜）
- 美術協力 : アックス、つむら工芸（つむら→1995年秋〜）、テルミック（1995年春,2007年春）、カトウクラフト、新光企画（カトウ・新光→1995年秋〜、カトウ→1995年秋〜は加藤巧芸名義）、東京衣裳（東京→1995年春〜）、おかもと技粧（2005年春〜）
- 収録スタジオ : 天王洲スタジオ、テイクスタジオ（2006年秋〜）
- スタッフ協力 : 映像企画（2000年春〜）、東通企画
- アシスタントプロデューサー : 栄江真紀子（1999年春〜）、梅野麻未（2006年秋～）
- 制作協力 : 吉本興業／プロデューサー : 薮内美賀
- プロデューサー : 堀口良則
- プロデューサー・ディレクター : 村上雅俊（1995年秋〜2007年秋はディレクター）
- 制作 : 梅田尚哉（1996年秋〜1998年秋,2000年秋〜2007年秋はCP・演出、1995年春〜1996年春までと1999年秋,2000年春はプロデューサー・演出、1999年春はCPのみ）
- 制作著作 : 讀賣テレビ放送

過去のスタッフ
- ディレクター : 石橋徹也（1995年春）、前西和成（1995年春〜2005年春）、岡本浩一（1995年春〜1996年秋）、太田匡隆（1996年春）、沼田賢治（1996年春）、新宅淳（1996年秋）、山口剛正（1996年秋,2000年秋〜2006年春）、木村尚美（1997年春）、竹内伸治（1997年春）、永井幸治（1998年春）、吉積伸介（1999年春〜2002年秋、1998年秋はAD）、中島恭助（2000年春）、上野正樹（2007年春）、中田大介（2007年秋、2005年秋はAD）
- 構成 : 福岡秀広（1995年春〜1996年秋）、三木聡（1997年春〜2004年春,2005年春,2006年春,秋、1995年秋はクイズ作成）、八木晴彦（1997年秋〜2001年春）
- クイズ作成(1995年秋〜1996年秋,1998年春,2003年春) : ライダースオフィス（1995年秋〜1996年秋,1998年春,1999年春）、CAMEYO（1995年秋〜1996年秋,1998年春,1999年春、1997年春はリサーチ）、オフィス元気（1995年秋〜1996年秋,1998年春,1999年春,2003年春）、オフィスぼくら（1996年春,秋,1998年春,1999年春）、オフィス自由本舗（2003年春）/高須光聖（1995年秋、1995年春はブレーン）、長戸勇人（1998年春）
- リサーチ(1997年春) : フリード（1997年春）
- ブレーン : 上田信彦（1995年春）、佐伯勝（1995年春）、桝野幸宏（1995年春）、村井聡之（2000年春〜2007年秋、1999年秋はAD）
- 美術 : 伊藤大樹（1995年春〜1996年秋,1998年春,1999年春,2007年秋）、桑原政彰（1997年春）、綿谷登（1998年秋）、松井珠美（1999年秋〜2004年秋,2006年春）
- 技術 : 田中英男（1995年春,秋）、徳久多久美（2002年秋〜2003年秋、2000年秋〜2002年春はTM）、原泰造（2003年春）、福王寺貴之（2004年春）
- 照明 : 浜野眞治（1995年春〜1996年春,1997年秋,2000年春,秋,2002年春,2005年秋,2006年春、2001年秋は中継LD）、廣江貞雄（1996年秋,1998年春,2001年春〜、1999年秋〜2001年春,2003年春は中継LD）、柿本幸一（1997年春,1998年秋～2002年秋）、関仁（2003年春）、中瀬有紀（2004年春）、吉田勝（2005年春）
- TM : 小野三治男（1999年秋〜2002年春、1997年秋〜1998年春はTD）
- TD : 橋本喜隆（1997年春、1995年秋〜1996年秋は技術）、松尾昌己（1998年秋〜2004年春）
- SW : 障子川雅則（1995年春,秋）、野村武史（1996年春,秋,1998年春）、菊川雄士（1997年春,1998年秋,2001年春、1999年秋は中継TD）、松本和久（2000年春、1997年秋,1998年春はCAM）、安藤康一（2004年春、2003年春はCAM）
- CAM : 樋田昌利（1995年春,秋）、林晃吉（1996年春,1998年秋,1999年春,2001年春〜2002年秋,2005年秋、2004年秋はTD）、田原健二（2000年春）、佐藤裕司（2004年春）、藤井義行（2007年春）、坂口裕一（2007年秋）
- AUD : 大久保保（1995年春,秋）、新井啓喜（1996年春,秋）、安井太久也（1997年秋〜1998年秋,1999年秋,2002年秋）、三村将之（1999年春,2000年春,2001年秋,2002年春,2005年秋,2006年秋～2007年秋）、山口直樹（2003年春,2004年春）
- VE : 稲垣一幸（1995年春,秋）、高添優（1996年春,2000年秋、1997年秋〜1998年春はコンピューター）、三坪雅典（1999年秋,2002年秋）、向山武志（2000年春）、塩原和益（2003年春）、矢込宏敬（2004年春）
- SE : 中村康治（1995年春〜2006年春）
- 中継D : 中嶋信之（2006年秋）
- 中継TD : 澤野茂（2000年春,2001年秋,2002年秋）、高田裕都（2004年春、2001年秋,2003年秋はVE、2002年春はSNG）、村上和生（2006年春,秋、1996年秋〜1997年秋,2004年秋～2005年秋はVE）、小野木晋（2007年春,秋、1997年春,2000年秋,2003年秋,2004年秋,2005年春,2006年春は音声、2001年春はMIX、2001年秋は中継AUD）
- 中継SW : 野平浩二（2006年秋）
- 中継LD : 窪内誠（2002年春）、松浦正和（2004年春、2002年秋,2003年秋は照明）
- 取材(2000年春,2002年秋) : 浜口浩志（2000年春）、奥村恭介（2002年秋）
- VTR編集 : 中澤丈（2003年春〜2006年春はED）
- ED : 森田晃壮（1995年春,秋,2001年春）、高津武弘（1996年秋～1998年春）、大嶽祐治（1998年秋〜2002年春）、三好和也（2000年秋）、谷口尚志（2002年春）、大徳淳二（2002年秋）
- 素材ED : 江下衛（2003年春）、谷和彦（2003年秋,2004年秋,2005年秋）
- MA : 山岡正明（1995年春〜1998年秋）、堀内孝太郎（2007年春,秋）
- 写真加工 : 疋田花英（2002年秋,2003年春,2004年春）
- CG : 白石京子（1995年春）、細山恵子（1995年秋）、大東裕子（1996年春）、安東佐友里（1996年秋）、白垣京子（1997年春）、藤田貴子（1997年秋）、山本康一（1998年秋）、林田淑子（1999年秋）、小谷直樹（2000年春,秋）
- コンピューター : 山下雄司（1997年春）、林俊明（1998年秋〜1999年春）、中島良隆（1999年秋〜2002年春）、池見憲一（2002年秋〜2006年春）
- TK : 渓口美保子（1997年秋,1999年秋）、玉井正美（2002年春,2003年春,2005年秋）
- デスク : 浅井千津子（2002年秋〜2003年秋）
- 技術協力 : テクノマックス
- 協力 : グランチャイルド、俳優座劇場、ジャパンテレビ、テレフィット、OBP映像制作、東通AVセンター、アクト、八峯テレビ、東京光音、プログレッソ、おふぃすまどか、砧スタジオ、コウダイコング、テシコ、プロフィット、NTT、ベルシステム24、BMC、東京美工、渋谷ビデオスタジオ、フジミック、AZ、メディアムーラ、ADEC、g'AZ、ケイズメディア、ハートス、教映社、Express、パラダイスK、クラップ、アプローズ、長野舞台、ブリッジ、日本テレビ、日本テレビアート、スタッフ21、テレビジョンフィールド、エッグ、アッシュ、MMプロダクショッンズ、Ubcna
- スタッフ協力 : すきな（2005年秋は協力）
- 取材D : 島村美保（2003年秋,2004年春、2000年春〜2003年春はAD）、宮内宏輔（2003年秋）、川口智久（2003年秋）
- アシスタントプロデューサー : 金谷美和子（1995年春〜1998年秋）、中島真弓（1995年春）、佐藤恭仁子（2007年秋）／北島直樹（吉本興業、2003年秋〜2005年秋）、熊崎慶太郎（吉本興業、2006年春）
- アシスタントディレクター : 野瀬慎一（1996年春）、萩原正裕（1996年春,秋）、田中雅博（1997年春）、生田哲也（1998年春）、村井十三（1998年秋）、丹波和幸（1999年春）、北浦靖子（2000年秋,2001年春）、高橋宏輔（2001年秋〜2002年春）、生嶋いずみ（2003年春,秋）、樋口博俊（2004年春）、高田純一（2004年秋）、南家幸太（2005年春）、森川教子（2005年秋）、吹田典子（2006年春）
- プロデューサー : 原川大（吉本興業、1997年春〜1998年春,2001年春〜2006年春〈1998年秋〜2000年春はワイズビジョン所属〉）、谷良一（吉本興業、1998年秋〜2000年春）、松本啓邦（吉本興業、2000年秋,2006年秋～2007年秋、2001年春はAP）
- チーフプロデューサー : 岡島英次（1995年秋,1996年春）、松本芳久（1999年秋,2000年春）